# خانه‌های بریم شماره ۲۴۰
خانه‌های بریم شماره ۲۴۰ مربوط به دوره پهلوی دوم است و در آبادان، منطقه مسکونی بریم، پلاک ۲۴۰ واقع شده و این اثر در تاریخ ۳۰ بهمن ۱۳۸۶ با شمارهٔ ثبت ۲۱۲۱۶ به‌عنوان یکی از آثار ملی ایران به ثبت رسیده است.